# Hadena gedrensis
Hadena gedrensis är en fjärilsart som beskrevs av Karl Schawerda 1924. Hadena gedrensis ingår i släktet Hadena och familjen nattflyn. Inga underarter finns listade i Catalogue of Life.